# فرودگاه ایالتی بیب
فرودگاه ایالتی بیب (به انگلیسی: Bibb County Airport) یک فرودگاه همگانی بهره‌برداری هوایی است که یک باند فرود آسفالت دارد و طول باند آن ۱۲۸۰ متر است. این فرودگاه در شهر برنت (آلاباما) کشور ایالات متحده آمریکا قرار دارد و در ارتفاع ۷۶٫۵ متری از سطح دریا واقع شده‌است.